# Йохан III фон Абенсберг
Йохан III фон Абенсберг (на немски: Johann III von Abensberg; † 1474) е благородник от баварската графска фамилия Абенсберги, предпоследният господар на Абенсберг в Бавария и фогт на Рор в Долна Бавария.

## Произход
Той е най-големият син на Йобст фон Абенсберг († 1428) и първата му съпруга графиня Агнес фон Шаунберг († 1412), дъщеря на граф Хайнрих VII фон Шаунберг († 1390) и графиня Урсула фон Гьорц/Горица († сл. 1377). Внук е на Йохан II фон Абенсберг († 1397) и Агнес фон Лихтенщайн († 1397). Баща му се жени втори път пр. 11 октомври 1426 г. за Амалия фон Фраунберг-Хааг († 1459).
От 1138 г. Абенсбергите са фогти на манастир Рор. През 1485 г. родът измира и Вителсбахите поемат тази служба.
Йохан III фон Абенсберг умира през 1474 г. и е погребан в манастир Рор.

## Фамилия
Първи брак: пр. 20 януари 1430 г. с Магдалена фон Петау, дъщеря на Бернхард фон Петау-Фридау († 1420) и Вилибирг фон Майдбург. Те имат една дъщеря:
- Клара фон Абенсберг (* пр. 1441), монахиня

Втори брак: ок. февруари 1436 г. с Клара Елизабет фон Тьоринг цу Нойдег († сл. 1455), дъщеря на Зайфрид II фон фон Тьоринг цу Нойдег-Пертенщайн († 28 септември 1421, в битка) и Клара фон Фраунберг цу Хайденбург († сл. 1438). Те имат един син:
- Никлас (Николаус) фон Абенсберг (* 2 юли 1441; † 28 февруари 1485, в битка при Фрайзинг, погребан в Абенсберг), рицар, господар на Абенсберг, титолован граф, женен пр. 29 декември 1467 г. за графиня Марта фон Верденберг-Зарганс († 1486), дъщеря на граф Йохан III фон Верденберг-Зарганс († 1465) и Елизабет фон Вюртемберг († 1476). Няма деца.

Вдовицата му Клара Елизабет се омъжва втори път на 3 октомври 1436 г. за граф Хайнрих V фон Ортенбург († 4 юли/6 октомври 1449) и трети път през 1452 г. за Ханс фон Дегенберг цу Алтнусберг († пр. 7 август 1491).